# (200351) 2000 KN34
(200351) 2000 KN34 es un asteroide perteneciente al cinturón de asteroides descubierto el 27 de mayo de 2000 por el equipo del Lincoln Near-Earth Asteroid Research desde el Laboratorio Lincoln, Socorro, Nuevo México, Estados Unidos.

## Designación y nombre
Designado provisionalmente como 2000 KN34.

## Características orbitales
2000 KN34 está situado a una distancia media del Sol de 2,289 ua, pudiendo alejarse hasta 2,571 ua y acercarse hasta 2,007 ua. Su excentricidad es 0,123 y la inclinación orbital 7,803 grados. Emplea 1265,55 días en completar una órbita alrededor del Sol.

## Características físicas
La magnitud absoluta de 2000 KN34 es 16,7. 